# Вірхня
Вірхня (пол. Wirchne) — присілок Гладишева, колишнє лемківське село у Польщі, розташоване у Малопольському воєводстві, Горлицький повіт, ґміна Устя Горлицьке. 

## Історія
1893 року тут було 36 будинків, 190 осіб — греко-католиків.
На 1 січня 1939 року тут було чисто лемківське населення: з 200 мешканців села всі 200 — були українцями. Село належало до греко-католицької парафії села Гладишів Горлицького деканату. Після виселення лемків територія приєднана до сусіднього села Гладишів.